# 王德顯
王德顯（1612年2月12日—17世紀），字秉懿，號松麓，河南河南府偃師縣人，清朝政治人物。

## 生平
王德顯少年喪父，事母至孝，個性純樸，好讀書，諸子百家均有涉獵，崇禎九年（1636年）中舉人。明亡，應清順治三年（1646年）春闈，中進士，先在禮部觀政，後獲授平陸知縣，就任後即時停止供給，革除行戶，為政簡易清平有聲譽，辭官回鄉後以詩酒自娛，用文章結社，得士人推重。

## 家族
曾祖王盤，耆員；祖父王世業，太原知縣；父王敬賢，生員。

## 引用
1. 1 2  民國《汜水縣志·卷八·人物上》：王德顯，舊志字秉懿，順治丙戌進士，少失怙，事母至孝，賦性醇篤好讀書，諸子百家靡不殫究，人稱為書笥，授山西平陸知縣，甫下車即除供給、革行戶，務為簡易，政刑清平仁聲著，歸休後詩酒自娛，結社會文，士論歸之。
2. 1 2  《順治三年丙戌科進士三代履歷》：王德顯，曾祖盤，耆員；祖世業，太原知縣；父敬賢，生員。松麓，詩六房，壬子正月十一日生，偃師人，丙子三十名，會試□百□□【十】九名，三甲一百八十名，禮部觀政，授山西平陸知縣。